# Jetzt oder nie – Zeit ist Geld
Jetzt oder nie – Zeit ist Geld ist eine deutsche Krimikomödie von Lars Büchel. Der Film startete am 14. Dezember 2000 in den deutschen Kinos.

## Handlung
Acht Jahre lang zahlten die ungleichen Freundinnen Lilli, Carla und Meta, alle jenseits der Siebzig, in ihre Skatkasse ein. Nun wollen sie sich mit dem Ersparten endlich einen Lebenstraum erfüllen: Eine gemeinsame Luxus-Kreuzfahrt. Als sie das Ersparte bei der Bank einzahlen wollen, wird diese überfallen. So beschließen die drei Seniorinnen, ihrerseits zu drastischen Mitteln zu greifen, um sich ihr Geld zurückzuholen. Ihnen läuft die Zeit davon, Carla leidet nämlich an Krebs im Endstadium. Sie planen ebenfalls einen Bankraub, um sich den Traum einer gemeinsamen Luxuskreuzfahrt doch noch erfüllen zu können. Ein erster Versuch schlägt fehl, ein zweiter bringt sie ins Gefängnis, in dem Carla stirbt.

## Rezeption

### Kritiken
„Drehbuchautor und Regisseur Lars Büchel lässt den Klasse-Schauspielerinnen Gudrun Okras, Elisabeth Scherer und Christel Peters Raum zur Entfaltung mit ausgekocht bösen Dialogen. Man amüsiert sich köstlich bei dieser Alten-Komödie mit melancholischen Zwischentönen“, urteilte Kino.de. „Trotz allem warmherzigen Witz könnte es sich als schwierig erweisen, die nicht ganz junge Zielgruppe ins Kino zu locken. Dem charmanten „Trio infernal“ dennoch zum Erfolg zu verhelfen, ist eine Herausforderung für Marketing-Strategen.“

### Erfolg
Mit über 480.000 Besuchern allein in Deutschland rangiert die Produktion noch vor Marlene, Erleuchtung garantiert und Die Unberührbare auf Platz 13 der erfolgreichsten deutschen Filme des Kinojahres 2000. Gudrun Okras und ihre Kolleginnen Elisabeth Scherer und Christel Peters erhielten für ihre schauspielerischen Leistungen im Film den Ernst-Lubitsch-Preis des Jahres 2001.